# Région de Dikhil
La région de Dikhil (afar : Dikhil Rakaakay / arabe : إقليم دخيل, / somali : Gobolka Dikhil) est une région située au sud-ouest de la république de Djibouti, bordé par les régions de Tadjoura au nord-est, Arta à l'est, et Ali Sabieh à l’est-sud-est. À l’ouest et au sud, la région est bordée par la frontière avec les régions éthiopiennes d'Afar et de Somali.
La région de Dikhil est la plus grande région de Djibouti avec une superficie continentale de 7 200 km2. La capitale de la région de Dikhil est la ville de Dikhil.

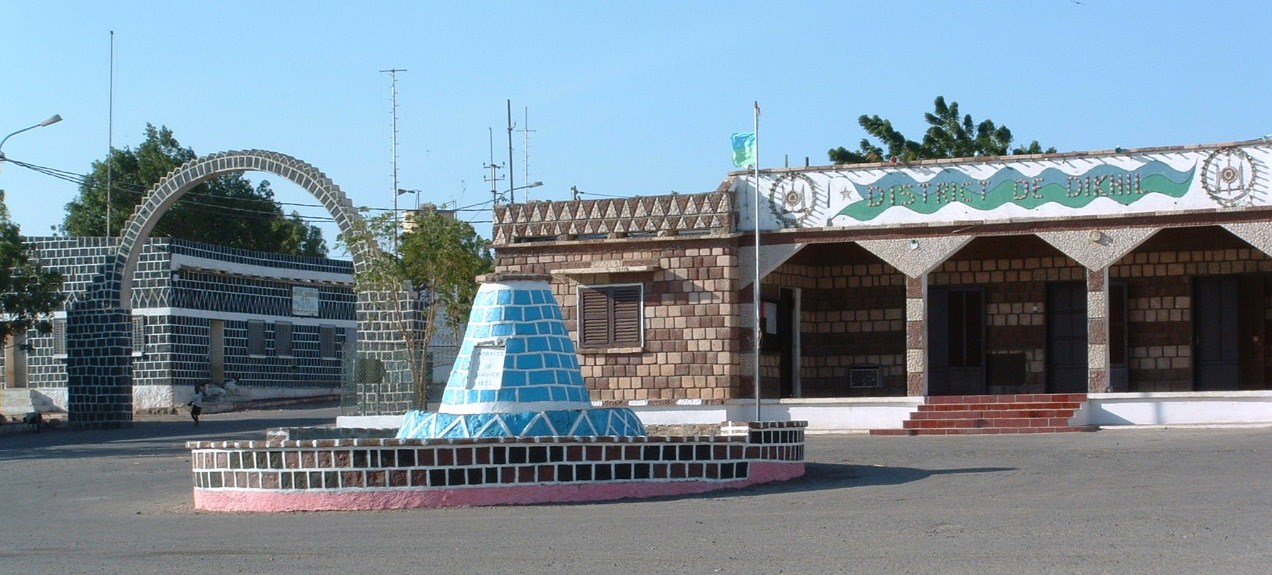
Place de Bernard à Dikhil

## Historique
Sur le site d’Asa Ragid, ont été retrouvé des matériaux composés coquilles d’huîtres et de pics de rhyolite basaltique dont la datation pour les plus anciennes, est de 5000-5800 ans av. J.-C. Aussi des structures circulaires en pierre et une industrie microlithique jaspe rouge et obsidienne et tessons de poterie plus ou moins décorés perles et coquille d’œuf d’autruche. Quant au site d’Asa Koma (Colline Rouge) Comme près d’Eyla, il a révélé une vie vers la fin du troisième millénaire avec une population de pêcheurs qui chassaient le chacal, élevaient du bétail et fabriquaient des poteries décorées d’estampes et de traits ciselés de bonne qualité et dont les formes et les couleurs sont similaires à la céramique trouvée au Soudan. Il a été découvert en 1989 l’enterrement d’un adulte âgé et d’une jeune femme de 18 ans. Beaucoup d’outils lithiques en obsidienne et en os et des perles de coquilles d’œufs d’autruche ou de coquilles de la mer Rouge. Aussi des os d’animaux, en particulier des chacals, des hippopotames rarement ou des gazelles, des antilopes et des bovins domestiques et des os de poissons (tilapia et poisson-chat). Répandu dans tout le pays et plus récemment se trouvent les cairns abritant des graves (des centaines dans le nord). Dans l’un de ces monticules à Balho, nous avons trouvé un fragment de crâne du début du premier millénaire av. J.-C. La diversité de ces sépultures atteste de différentes périodes auxquelles elles se rapportent.
Au Moyen Âge, la région de Dikhil était gouvernée par le sultanat d’Ifat et le sultanat d’Adal.  Côte française des Somalis dans la première moitié du XXe siècle.
Siège du saldanadi Dikhil est une ville historique importante dans la région. Les sultants afar répresenté par Ahmed Dini signa le 11 mars 1862 le  premier traité d’amitié qui le liait à la France . Une série de successions
L’ancienne capitale d’Obock devenue nuisible à la France du fait de la résistance des populations locales Afars, Obock est abandonnée grâce à la diplomatie qu’use le sultan Hummad Lo’oyta en signant le traité d’Ambado le 14 décembre 1885 à Obock et permettant ainsi à la France de s’installer dans le sud du pays.
Ce traité qui, bien évidemment sera complété  par le second traité d’Ambado signé par les chefs Issas .   
p‘dé est un fervent artisan de l’indépendance dlances des grands raids dans le sud en menaçant directement la ville de Djibouti (Hol-Hol, Taabiya, etc) réprimés par l’administration coloniale française.  Le Nord est désarmé dès les années 1920 et 1930 après ces troubles. Quant au sud, la situation est difficile pour le colon qui s’avoue vaincu. Il suffit juste de lire Alphonse Lippmann dans « Guerriers et sorciers en Somalie » que Dikhil est interdit à tout français aventurier et administrateur. C’est considéré comme une zone de tous les dangers.
En 1930, au refus d’obtempérer aux consignes de l’administration française et Ali et Loita le cadet, sont arrêtés avant d’être déportés à Fort-Dauphin au Madagascar avec Mohamed V, roi du Maroc, le père d’Ali Abdi Farah « Abdi Awa. Les debnés livrent une bataille contre Alphonse Lippmann à Uxukya. C’est dernier affrontement entre les Debnés et la France.
2- Les différents'région de Dikhil'
Alors que la région est érigée en « poste administratif de Dikkil » dès le 25 mars 1927, c'est seulement le 21 décembre 1927 qu'un détachement part de Djibouti pour reconnaître la », dirigé par l'administrateur Arthur Diderrich. À la suite de cette mission, un poste militaire et administratif est installé au lieu-dit Dikhil le 26 mars 1928.
Devenue un poste rattaché au « cercle des Adaels » le 24 décembre 1930, la circonscription devient un cercle autonome le 9 avril 1931. Elle comprend alors tout le Sud de la colonie, de la frontière éthiopienne à celle du Somaliland.
Le 19 janvier 1939 est créé un « cercle d'Ali Sabieh » sur la partie orientale de celui de Dikhil. Après plusieurs évolutions, cette partie devient définitivement une entité propre à partir de 1958 avec la nomination d'un administrateur spécifique. La région de Dikhil prend alors l'apparence qu'elle conserve jusqu'à la création de la région d'Arta en 2002.
En 1963, lors de la première guerre somalio-éthiopienne, un terrible massacre a été perpétré par les soldats éthiopiens à Aysha, principalement peuplée par les Issa Somali. Parmi ces derniers, ceux qui ont réussi à fuir sont arrivés à Dikhil et Ali Sabieh

## Géographie

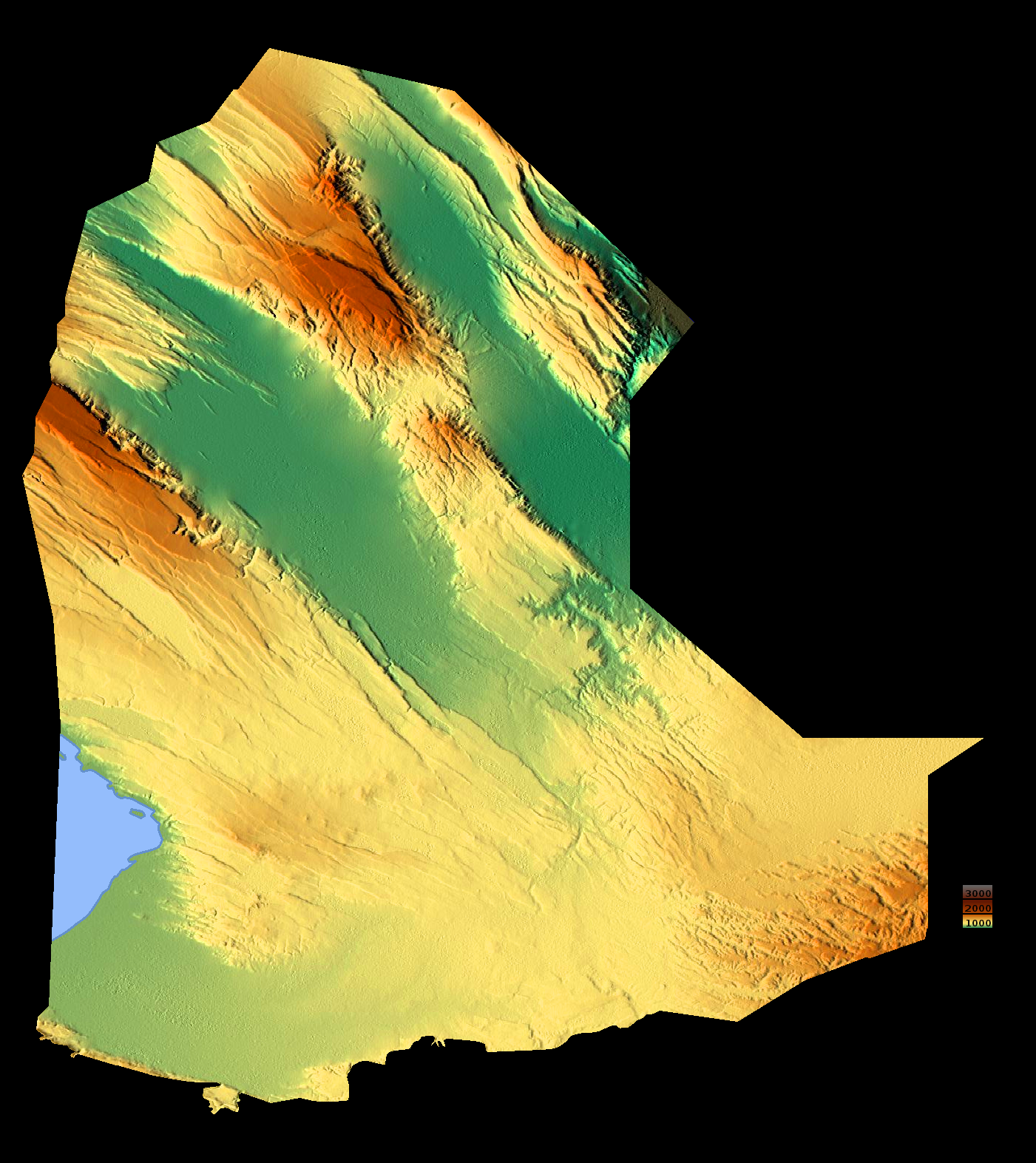
Carte topographique de la région de Dikhil.

La région de Dikhil est dans la partie ouest de la République de Djibouti, la région de Dikhil est la plus grande région du pays, elle représente 27,5 % des terres de Djibouti. La région de Dikhil est surtout connue pour son paysage désertique. Il est également connu pour son climat, qui présente des étés exceptionnellement chauds et des hivers doux. La région est composée de trois régions géologiques: les montagnes, les plaines-vallées et le désert qui se produisent en grandes bandes d’ouest en est. En raison des différentes régions géologiques, il existe des climats et des écosystèmes contrastés. Les précipitations et la température dans les zones montagneuses dépendent de l’altitude.

## Climat
La région de Dikhil a deux saisons, avec un climat chaud et sec, des précipitations très faibles (ne dépassant pas 140 mm par an) et variables et en fonction de l’année.

### Région du Dikhil du Nord
Températures mensuelles normales élevées et basses pour diverses villes de la région de Dikhil du Nord, ainsi que les précipitations.
| Ville  | Température minimale (en °C) | Température maximale (en °C) | Précipitation (en mm) |
| ------ | ---------------------------- | ---------------------------- | --------------------- |
| Yoboki | 19.0                         | 40.4                         | 168                   |
| Mulud  | 20.0                         | 40.9                         | 129                   |

Pendant l’automne, l’hiver et le printemps, il connaît les jours les plus clairs dans tout l’État. Les mois les plus humides dans cette région se produisent pendant l’été. Les vents sont renforcés car ils sont forcés de pousser à travers les canyons et les vallées.

### Région du Dikhil sud
Températures mensuelles normales élevées et basses pour les villes du sud de la région de Dikhil, ainsi que les précipitations.
| Ville   | Température minimale (en °C) | Température maximale (en °C) | Précipitations (en mm) |
| ------- | ---------------------------- | ---------------------------- | ---------------------- |
| Dikhil  | 17.2                         | 38.0                         | 189                    |
| Mouloud | 17.0                         | 37.9                         | 190                    |
| As Ela  | 19.9                         | 40.1                         | 187                    |

## Population
En 2009, la population de la Région peut être estimée à environ 65.000 habitants et correspond ainsi à 9% de la population djiboutienne totale. La région de Dikhil est située à la limite des groupes sociolinguistiques Afar 77% et Issas 23%. Dans une certaine partie,  Selon le recensement de 2009, la population locale se compose de 88 948 individus, dont 28 876 nomades.

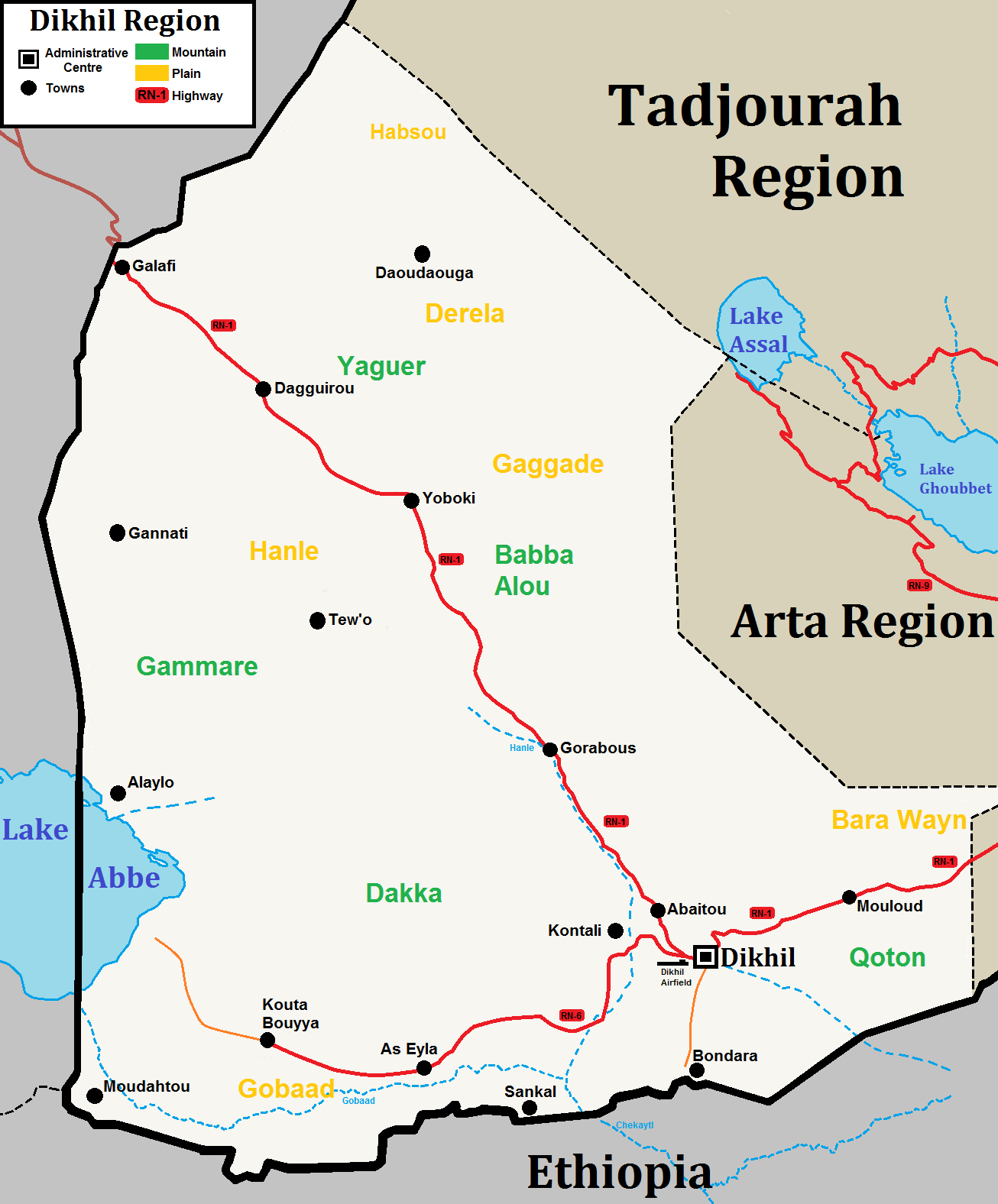
Carte administrative de la région du Dikhil

## Villes
Depuis 2003, la Région comporte, d’un point de vue administratif, une préfecture (dont le chef-lieu est la ville de Dikhil) et trois sous-préfectures, à savoir As-Eyla, Mouloud et Yoboki. A cela s’ajoutent trois autres localités d’une certaine importance d’un point de vue des effectifs de la population, à savoir Bandara, Gourabous et Kontali. Pour le reste de la Région, vit une population nomade et pastorale se déplaçant, entre autres, au gré des pâturages.
quand on parle de la region de Dikhil, il est impératif de citer le village de Koutabouya, Kontali, Karsale Gaba
Pour la population, Que faudra-t-il comprendre? Exemple pour Sankal : faudra lire 122 ménages ou 122 habitants 
| Nom de la ville | Population |
| --------------- | ---------- |
| Dikhil          | 24886      |
| As Eyla         | 6012       |
| Mouloud         | 3815       |
| Galafi          | 1707       |
| Yoboki          | 4634       |
| Bondara         | 1697       |
| Sankal          | 5161       |
| Gorabous        | 1460       |

## Administration
La région est administrée par un préfet. Le préfet, ensemble avec ses deux préfets adjoints et ses trois sous-préfets, représente l’Etat et est garant de la sécurité et de l’ordre public dans la Région.4 La préfecture assure différents services à la population (services de cartes d’identité et cartes d’électeurs, coordination de la sécurité avec la Police Nationale, la Gendarmerie, l’Armée et la Douane, ainsi que la gestion de la voirie et des domaines). Elle dispose d’une dizaine d’agents, parmi lesquels l’agent comptable qui assure la gestion de la dotation budgétaire de la préfecture.